# Debenham
För andra betydelser, se Debenham (olika betydelser).
Debenham är en by och en civil parish i Mid Suffolk i Suffolk i England. Orten har 1 874 invånare (2001).